# デイヴ・バウティスタ
デヴィッド・マイケル・"デイヴ"・バウティスタ・ジュニア（David Michael "Dave" Bautista Jr.、 1969年1月18日 - ）は、アメリカ合衆国の俳優で、元プロレスラー。バティスタ（Batista）のリングネームで知られる。バージニア州アーリントン出身（WWEではワシントンD.C.出身とコールされている）。
腕には「天使」「武」と漢字でタトゥーを入れている。ニックネームはAnimal（アニマル、野獣の意）。

## 経歴

### キャリア初期
父はフィリピン人、母はギリシャ人のハーフ。幼い頃に両親が離婚したため、双方の家を行き来しながら育った。ボディビルダーを志すが断念。酒場の用心棒として働き、アファ・アノアイが主宰する団体であるWXW（World Xtreme Wrestling）にて二十代後半ながらプロレスのトレーニングを始めた。1999年、カーンのリングネームでプロレスラーとしてのキャリアを開始。
2000年、WWFに入団し、傘下団体であるOVWにてリバイアサンなる怪奇派ギミックで活動し、ディサイプルズ・オブ・シンの一員として活躍。2001年11月29日にはザ・マシーンからOVWヘビー級王座を奪取し、2002年にはプロトタイプとOVWヘビー級王座を巡って抗争を展開した。
2002年5月、WWEに昇格。リングネームをバティスタへと変更し、宣教師ギミックをしていたディーボン・ダッドリーの助祭司兼用心棒として、SmackDown!に初登場した。同年11月にはRAWへと移籍。
2003年、トリプルH率いるエボリューションの一員になるも、負傷により約半年の欠場を余儀なくされたが、復帰後はリック・フレアーとタッグを組み、WWE世界タッグ王座を二度獲得。2003年末から2004年春にかけてのエボリューションによるRAW内タイトル独占に貢献した。

### 2005年

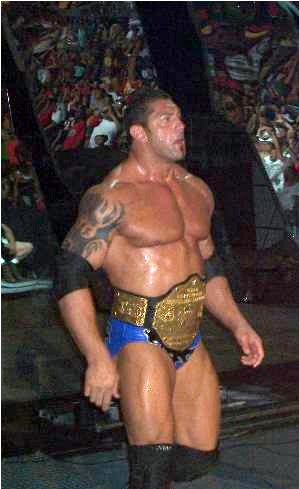
2005年

OVW時代より一貫してヒールだったが徐々に観客の声援を集めるようになり、2005年に入るとロイヤルランブルで優勝。ベビー・ターンを果たし、WrestleMania 21にて当時王者であったトリプルHを破って、世界ヘビー級王座を獲得した。その後、バックラッシュ、ヴェンジェンスと、三回連続でトリプルHに勝利。ヴェンジェンスではWWEの試合形式では最も過酷なものの一つとされるヘル・イン・ア・セルを経験。
同年に行われたドラフトにより世界ヘビー級王座を持ったままSmackDown!に移籍し、早速JBLと世界ヘビー級王座をめぐって抗争を繰り広げ、グレート・アメリカン・バッシュ、サマースラムと続けてJBLを下し、王座を守り抜いて見せた。その後はエディ・ゲレロとの「友情ストーリー」が始まり、10月、ノー・マーシーにてエディと防衛戦を行い、勝利する。11月1日に行われた、RAWのPPVタブー・チューズデイでは、ストーン・コールド・スティーブ・オースチンの代役として急遽出場。その後もエディとの微妙な関係が続いたが、同年11月13日のエディの死去をもってこのストーリーは終結している。
サバイバー・シリーズにて行われるRAW対SmackDown!の全面対抗戦において、SmackDown!側の主将を務めるが、11月の同番組収録時に登場したRAW所属のケイン、ビッグ・ショーのダブルチョークスラムを受けた際に背中の筋断裂の重傷を負った。重傷を負いながらもWWEの興行には参加し続け、エディの親友であったレイ・ミステリオとのタッグでWWEタッグ王座も獲得し二冠王となった。しかし2006年1月に行われたハウス・ショーにおいて、新たなライバルとなっていたマーク・ヘンリーとの試合中に上腕三頭筋を断裂。長期休業に入らざるを得なくなったため、世界ヘビー級王座を返上した。

### 2006 - 2007年

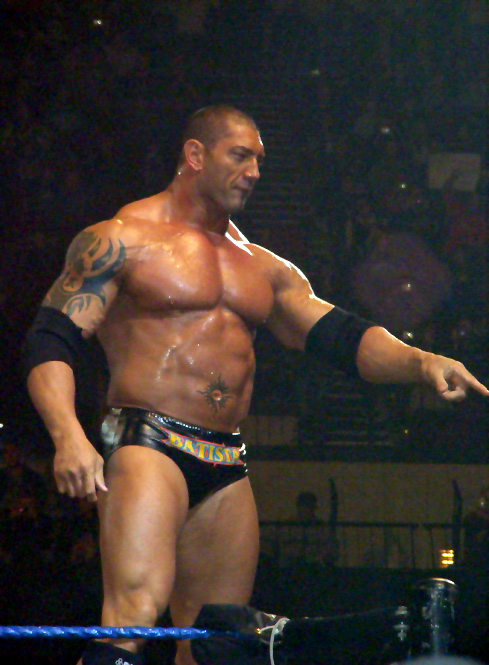
2006年SmackDown!のハウス・ショー

7月7日、SmackDown!にて復帰。The Great American Bash 2006でヘンリーと対戦する予定であったが、サタデーナイト・メインイベントでヘンリーが怪我をして離脱したため、対戦相手がケン・ケネディに変更された。この試合でも反則負けを喫し、その後もなかなか王座を奪回出来ずにいたため大スランプとまで評されたが、11月26日のサバイバー・シリーズでキング・ブッカーを破り、2度目の世界ヘビー級王座を獲得した。翌2007年、WrestleMania 23でジ・アンダーテイカーの挑戦を受けるも、敗北。その後4月29日のバックラッシュでアンダーテイカーとラストマン・スタンディング・マッチをするも両者カウントアウトで王座奪還ならず。SmackDown!にて行われた金網戦では同着で脱出。引き分けによるアンダーテイカーの防衛という結果に終わる。
その後、アンダーテイカーから王座を奪取したエッジとの抗争が始まる。しかし、ヴェンジェンスでのラスト・チャンス・マッチ形式の王座戦で敗れた。7月20日、SmackDown!で怪我のために、エッジがベルトを剥奪され、総勢20人のスーパースターが参戦した世界王座が賭けられたバトルロイヤルに参戦。最後の3人まで残ったが、ケインと共にグレート・カリに落とされた。世界王者返り咲きを目指し、カリと抗争し9月16日のアンフォーギブンにてベルトを奪還する。今度は復帰したアンダーテイカーにベルトを狙われるようになる。そして11月18日のサバイバー・シリーズのヘル・イン・ア・セル戦でアンダーテイカーと世界王座戦に臨むが、エッジの乱入により王座防衛となる。しかし、そのことに納得がいかず11月28日のSmackDown!でエッジとの世界ヘビー級王座戦を行うが今度はアンダーテイカーの乱入にあう。その後もアンダーテイカー、エッジと抗争しアルマゲドンでのトリプルスレットマッチを行うが敗北しエッジが王者となった。

### 2008年
2008年の初頭はエッジと抗争するが、SmackDown!で行われたビート・ザ・クロック・マッチで敗退し王座戦線を親友レイ・ミステリオに譲る。1月のロイヤルランブルに8番手で出場。最後の3人までに残ったがエボリューションでの相棒であったトリプルHに落とされた。2月のノー・ウェイ・アウトでのエリミネーション・チェンバー・マッチで王座挑戦のチャンスが回ってきたがまたしてもアンダーテイカーに敗北する。その後はMVPと抗争、US王座に挑戦するがここではウマガの乱入に遭う。しかしWrestleMania XXIVでの番組対抗戦ではウマガに勝利する。レッスルマニア以降は、師匠であるリック・フレアーを引退させたショーン・マイケルズと抗争する。その間にエッジと抗争していたアンダーテイカーと世界ヘビー級王座戦を行った。(これはアンダーテイカーを消耗させるヴィッキー・ゲレロの戦略である）試合はショーン・マイケルズの乱入により世界王座は奪取できなかった。バックラッシュでのショーン・マイケルズとの対戦では、予想通りの激戦となったが、ショーン・マイケルズがバスティタ・ボムを回避したときの着地で左足を痛めた振り（アングル。後にこのことを指摘したクリス・ジェリコとマイケルズは抗争することになる）をしてバティスタがためらった時に必殺技のスウィート・チン・ミュージックをくらって敗北を喫した。
6月28日にドラフトでRAWに移籍する。
10月26日サイバー・サンデーでクリス・ジェリコを破り4度目となる世界王座を獲得したが、8日後のRAWでクリス・ジェリコに敗れ王座を奪還された。

### 2009年
前年終わり頃からランディ・オートンと抗争、ロイヤルランブル前にジョン・シナと組んだタッグ戦でオートンにパントを喰らい翌週から欠場する。これを機会にサマースラムで負傷したという脹脛の手術も行い、戦線離脱した（実際にはヨーロッパツアーでの脹脛の断裂が原因の欠場であると思われる）。
WrestleMania XXV翌日のRAW放送でミスター・マクマホン対ランディ・オートン戦に介入し復帰、オートンにスピアーを、コーディ・ローデスにバティスタ・ボムを見舞った。なお、復帰直前に来日し、J SPORTS ESPNの特別番組で蝶野正洋と対談を行っている。
4月26日に開催されたバックラッシュで2009年初のPPV出場を果たし、シェイン・マクマホン、トリプルHとチームを組み、レガシーを相手にトリプルHのWWE王座を懸けて戦うも、トリプルHがオートンにRKO、パントを喰らい王座移動、トリプルHの欠場という結果に終わった。
5月17日に開催されたジャッジメント・デイではオートンが持つWWE王座を懸けて戦うも、オートンのレフェリーへの平手打ちにより反則勝ち。しかし、王座戦規定により王座の移動は無かった。6月7日に開催されたエクストリーム・ルールズでオートンからWWE王座を奪取したが、その試合で二頭筋を断裂し、翌日のRAW冒頭でオートンに腕を折られて病院に運ばれる形で再び欠場に入った。
休場中の6月29日にRAWのゲストホストを務め、オートンへの報復として当時移籍してきたばかりのエヴァン・ボーン、ジャック・スワガー、マーク・ヘンリー相手のガントレットマッチを決定した。
ブレーキング・ポイントから一夜明けた9月14日のRAWに手術をした左腕に装具をつけた姿で登場し、引退をほのめかす発言をし、前日王座をジョン・シナに奪われたオートンと対峙。しかし左腕の装具やキャリアへの言及はオートンを油断させおびき出すためのものであり、回復していたバティスタはオートンにクローズラインを決めた後、引退ではなくRAWを去ることとSmackDown!への移籍を発表。またこの会の特別ホストトリッシュ・ストラタスに直訴しRAWでの最後の試合をオートンと行い、バティスタ・ボムでついにオートンを沈めた。
10月に行われたブラッギング・ライツでのテイカー、ミステリオ、CMパンクとの世界ヘビー級王座戦でテイカーにバティスタボムを放ち、カバーに入ったところ親友のミステリオがカバーを邪魔したために試合中にミステリオとの口論になった。結局、試合はテイカーが勝ち王座を防衛した。試合後、ミステリオがバティスタの元に来て、慰めるがバティスタはミステリオを襲撃し、ヒールターンした。これによりテイカーの持つ世界ヘビー級王座への挑戦権も絡めつつミステリオと抗争を繰り広げる。

### 2010年
エリミネーション・チェンバーでビンス・マクマホンの命により、WWE王座戦を終えたばかりのジョン・シナと急遽王座戦を組まれ、WWE王座を獲得した。そしてWrestleMania XXVIでシナと防衛戦を行い敗れ、王座を明け渡した。その後、WWEスタジオが制作する「キリング・カーマ」という映画の撮影のために、しばらくはレスリングから離れる予定だったが、その自身の役が、トリプルHに変わったことにより、WWEに対して怒りを露わにするようになり、このころから、WWEを離脱する方針であると雑誌で取り上げられるようになる。そして、5月24日のRAW収録を持って、自らの口からWWEを退団することを発表した。

### 2014年
1月26日、PPVであるRoyal Rumble 2014のロイヤルランブルマッチにて28番目に登場。エリック・ローワン、アルベルト・デル・リオ、ライバック、そして最後にはロマン・レインズと一騎討ちを行い脱落させ、優勝を飾った。
ロイヤルランブルの優勝を受け「レッスルマニア30でWWE世界ヘビー級王座に挑む。相手はオートンでもシナでも構わない」と宣言し王座取りに向けてアピール。その後のPPVで王座を防衛したオートンとのWM30でのタイトル戦が決定的であったが、ダニエル・ブライアンとトリプルHの抗争のあおりを受け最終的にWM30のカードがオートン対バティスタ対ブライアンのトリプルスレッド戦となり、4月6日のWM30にて、WWE世界ヘビー級王座トリプルスレッド戦に挑んだがブライアンのYesロックに捕まりタップアウト負け。翌日のRAWからは対ブライアンという点で利害が一致したトリプルHの組織オーソリティー側の人間となり、組織に楯突くシールドを叩き潰すためトリプルH、オートンとともにエボリューションを再結成させた。しかしシールドとの抗争に手を貸す部分はWWE王座挑戦への交換条件ためやむなく応じた物で、6月のPPVペイバックの翌日のRAWにて、「シールドと関わりたくない。最初の約束通りWWE王座に挑戦させろ」と言い放つもトリプルHに即時却下される。怒ったバティスタはリングを降り、会場からも立ち去ってしまった(実際は、映画の宣伝のために離脱するため)。それ以降はWWEには登場せず、レスリング界からは事実上引退状態となっていた。

### 2018年
米国時間10月16日に放送されたSmackDown Liveの1000回放送記念にエボリューションの一員として久しぶりにWWEに登場。エボリューションのメンバーを讃えるマイクパフォーマンスをするが、トリプルHに対して「彼はすべてを成し遂げた。俺を倒せなかったが」と発言し、トリプルHとにらみ合う場面があった。

### 2019年
米国時間2月25日に放送されたRAWにて、リック・フレアーの70歳を祝うセグメントの途中、バックステージに登場し、控室にいたリック・フレアーを襲撃。その後カメラに向かってトリプルHを挑発。このセグメントを起点としてトリプルHと抗争（両者ともマイクパフォーマンスまたはビデオメッセージのみによる抗争で、身体接触はない）を展開し、米国時間3月11日のRAWにてレッスルマニア35で反則裁定なしのノー・ホールズ・バード戦でトリプルHとシングルマッチを行う事が決定。約5年ぶりにリング復帰したものの、試合終盤でリック・フレアーが介入しトリプルHに加勢、最終的にトリプルHにペディグリーを決められ、敗戦。試合後、自身のツイッターアカウントで引退を表明した。
12月、2020年度のWWE殿堂入りが決定した。

## 出演作品
※役名の太字表記は主演。

### 映画
| 年   | 題名                                                                         | 役名                       | 備考                                                          | 吹き替え               |
| ---- | ---------------------------------------------------------------------------- | -------------------------- | ------------------------------------------------------------- | ---------------------- |
| 2009 | 狂気の行方 My Son, My Son, What Have Ye Done                                 | 警官                       | 日本劇場未公開                                                | （吹き替え版なし）     |
| 2010 | 奪還 Wrong Side of Town                                                      | ビッグ・ルーニー 'B.R.'    | 日本劇場未公開                                                | （吹き替え版なし）     |
| 2010 | CHUCK/チャック Chuck                                                         | T.I.                       | テレビシリーズ 第4シーズン第5話「チャック VS ケイシーの葬式」 | TBA                    |
| 2011 | ライジング・サン 〜裏切りの代償〜 House Of The Rising Sun                    | レイ                       |                                                               | （吹き替え版なし）     |
| 2012 | スコーピオン・キング3 The Scorpion King 3: Battle for Redemption             | アルゴマエル               | ビデオ映画                                                    | TBA                    |
| 2012 | アイアン・フィスト The Man with the Iron Fists                               | ブラス・ボディ             |                                                               | 田中美央               |
| 2013 | リディック: ギャラクシー・バトル Riddick                                     | ディアス                   | 藤原貴弘                                                      |                        |
| 2014 | ガーディアンズ・オブ・ギャラクシー Guardians of the Galaxy                   | ドラックス                 | 楠見尚己                                                      |                        |
| 2015 | 007 スペクター Spectre                                                       | ミスター・ヒンクス         | 北村謙次                                                      |                        |
| 2015 | タイム・トゥ・ラン Heist                                                     | コックス                   | 志村知幸                                                      |                        |
| 2016 | メリッサ・マッカーシー in ザ・ボス 世界で一番お金が好き! The Boss            | チャド                     | 日本劇場未公開 クレジットなし                                 |                        |
| 2016 | マローダーズ 襲撃者 Marauders                                                | ストックウェル捜査官       |                                                               | 竹田雅則               |
| 2016 | キックボクサー リジェネレーション Kickboxer: Vengeance                       | トン・ポー                 | 兼製作総指揮                                                  | 綿貫竜之介             |
| 2016 | ウォリアー・ゲート 時空を超えた騎士 The Warriors Gate                        | アルーン                   |                                                               | 龍波しゅういち         |
| 2017 | ガーディアンズ・オブ・ギャラクシー:リミックス Guardians of the Galaxy Vol. 2 | ドラックス                 | 楠見尚己                                                      |                        |
| 2017 | ブッシュウィック-武装都市- Bushwick                                          | スチュープ                 | 楠見尚己                                                      | 兼製作総指揮           |
| 2017 | ブレードランナー 2049 Blade Runner 2049                                      | サッパー・モートン         |                                                               | 木村雅史               |
| 2018 | アベンジャーズ/インフィニティ・ウォー Avengers: Infinity War                 | ドラックス                 | 楠見尚己                                                      |                        |
| 2018 | ホテル・アルテミス 〜犯罪者専門闇病院〜 Hotel Artemis                        | エヴェレスト               | （吹き替え版なし）                                            |                        |
| 2018 | 大脱出2 Escape Plan 2: Hades                                                 | トレント・デローサ         | 楠大典                                                        |                        |
| 2018 | ファイナル・スコア Final Score                                               | マイケル・ノックス         | 楠大典                                                        | 兼製作                 |
| 2018 | イップ・マン外伝 マスターZ 葉問外傳: 張天志                                  | オーウェン・デヴィッドソン | 楠大典                                                        |                        |
| 2019 | アベンジャーズ/エンドゲーム Avengers: Endgame                                | ドラックス                 | 楠見尚己                                                      |                        |
| 2019 | STUBER/ストゥーバー Stuber                                                   | ヴィクター・マニング       | 楠大典                                                        |                        |
| 2019 | 大脱出3 Escape Plan: The Extractors                                          | トレント・デローサ         | 楠大典                                                        |                        |
| 2020 | マイ・スパイ My Spy                                                          | JJ                         | 兼製作                                                        | 山野井仁               |
| 2021 | アーミー・オブ・ザ・デッド Army of the Dead                                  | スコット・ウォード         | Netflixオリジナル映画                                         | 楠大典                 |
| 2021 | DUNE/デューン 砂の惑星 Dune                                                  | グロッス・ラッバーン       |                                                               | 立木文彦               |
| 2021 | アーミー・オブ・シーブズ Army of Thieves                                     | スコット・ウォード         | Netflixオリジナル映画 クレジットなし                          | 楠大典                 |
| 2022 | ソー:ラブ&サンダー Thor: Love and Thunder                                    | ドラックス                 |                                                               | 楠見尚己               |
| 2022 | ナイブズ・アウト: グラス・オニオン Glass Onion: A Knives Out Mystery         | デューク・コーディ         | Netflixオリジナル映画                                         | 楠大典                 |
| 2023 | ノック 終末の訪問者 Knock at the Cabin                                       | レナード                   |                                                               | 楠大典                 |
| 2023 | Parachute                                                                    | ブライス                   | カメオ出演                                                    |                        |
| 2023 | ガーディアンズ・オブ・ギャラクシー:VOLUME 3 Guardians of the Galaxy Vol. 3   | ドラックス                 |                                                               | 楠見尚己               |
| 2023 | 君たちはどう生きるか The Boy and the Heron                                   | インコ大王                 | 声の出演（英語版吹き替え）                                    | 國村隼（原語版の声優） |
| 2024 | デューン 砂の惑星PART2 Dune: Part Two                                        | グロッス・ラッバーン       |                                                               | 立木文彦               |
| 2024 | マイ・スパイ2 永遠の都へ行く My Spy: The Eternal City                        | J.J.                       | 山野井仁                                                      |                        |
| 2024 | キラーズ・ゲーム The Killer's Game                                           | ジョー・フロッド           | 黒田崇矢                                                      |                        |
| 2024 | The Last Showgirl                                                            | Eddie                      |                                                               |                        |
| 2025 | In the Lost Lands                                                            | Boyce                      |                                                               |                        |
| TBA  | The Romantic                                                                 | エド・シュヴァンケ         |                                                               |                        |
| TBA  | Highlander                                                                   | ヴァルク                   |                                                               |                        |
| TBA  | The Road House 2                                                             |                            |                                                               |                        |

### ドラマ
| 年   | 題名                                                                                                | 役名         | 備考                                                        | 吹替     |
| ---- | --------------------------------------------------------------------------------------------------- | ------------ | ----------------------------------------------------------- | -------- |
| 2019 | シェアハウス・ウィズ・ヴァンパイア What We Do in the Shadows                                        | Garrett      | 計1話出演                                                   |          |
| 2019 | ランニング・ワイルド with ベア・グリルス Running Wild with Bear Grylls                              | 本人         |                                                             | 楠大典   |
| 2021 | See 〜暗闇の世界〜 See                                                                              | エド・ヴォス | 第2シーズン 計8話出演                                       | 黒田崇矢 |
| 2022 | ガーディアンズ・オブ・ギャラクシー ホリデー・スペシャル The Guardians of the Galaxy Holiday Special | ドラックス   | テレビスペシャル                                            | 楠見尚己 |
| 2023 | マーベル・スタジオ アッセンブル Marvel Studios: Assembled                                           | 本人         | 第16話「ガーディアンズ・オブ・ギャラクシー:VOLUME 3の裏側」 |          |

## 戦績
| 総合格闘技 戦績 | 総合格闘技 戦績 | 総合格闘技 戦績 | 総合格闘技 戦績 | 総合格闘技 戦績 | 総合格闘技 戦績 | 総合格闘技 戦績 |
| --------------- | --------------- | --------------- | --------------- | --------------- | --------------- | --------------- |
| 1 試合          | (T)KO           | 一本            | 判定            | その他          | 引き分け        | 無効試合        |
| 1 勝            | 1               | 0               | 0               | 0               | 0               | 0               |
| 0 敗            | 0               | 0               | 0               | 0               | 0               | 0               |

| 勝敗 | 対戦相手         | 試合結果                | 大会名             | 開催年月日    |
| ○    | ヴィンス・ルセロ | 1R 4:05 TKO（パウンド） | CES MMA: Real Pain | 2012年10月6日 |

## 得意技

### フィニッシュ・ホールド

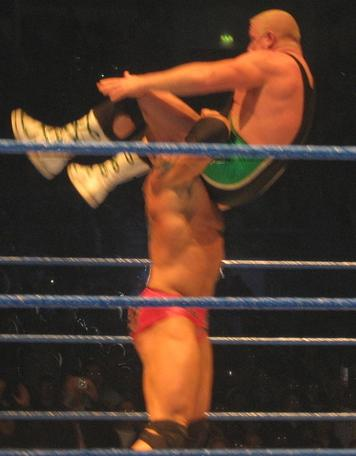
バティスタ・ボム
フィニッシュムーブ。ヒール時代はハッキリした名前は無かった（そのままシットダウン・パワーボム、短期的にデーモン・ボムやタイガー・ボムと呼ばれたこともある）が、ベビーターン時に現在の名前に改名した。ロープを数回大きく揺らした(または、ロープを持って、片足で足踏みを数回する)後（アルティメット・ウォリアーのコピー）、両手をサムダウンして技を繰り出すのがお決まり。

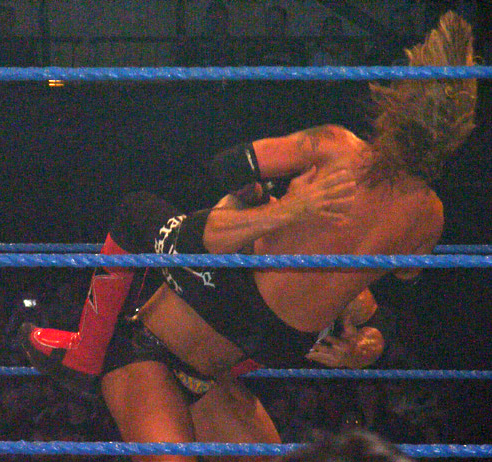
スパイン・バスター
バティスタボムへの繋ぎ技とフィニッシュムーブの二つを兼ね備えた技。バティスタボムで担ぎ上げられない体格の大きい選手またはバティスタボムを出すまでもない格下の選手が相手だとこの技がフィニッシュになる場合がある。WWEデビュー間もないバティスタ・ボム開発前は、こちらがメインの必殺技だった。初期は体重を乗せるのではなく、腕力で叩きつけるようなかたちで使っていた
バティスタ・バイト
2010年頃から使い始めたフィニッシュムーブ。両足で相手の片腕を挟み、もう片方の腕を両腕で極め、同時に顔面を締め上げる変形クロスフェイス。
スピアー
ベビーターンしてから使用するようになった。バティスタボムやスパイン・バスターを決めるのが困難な大柄の選手相手に稀に決め技としても使用している。

### 打撃技
クローズライン
RAWでのヒール時代にこの技でクリス・ジェリコを失神させたことがある。

### 投げ技
ジャック・ハマー
キング・ブッカーとの抗争時に使用したフィニッシュムーブ。PPVなどの大一番で使用するが、本家ゴールドバーグとは違いフィニッシュにはほとんど使用しない。
パワースラム

### 関節技
アンクル・ロック

## タイトル歴
WWE
- WWE王座 : 2回
- 世界ヘビー級王座 : 4回

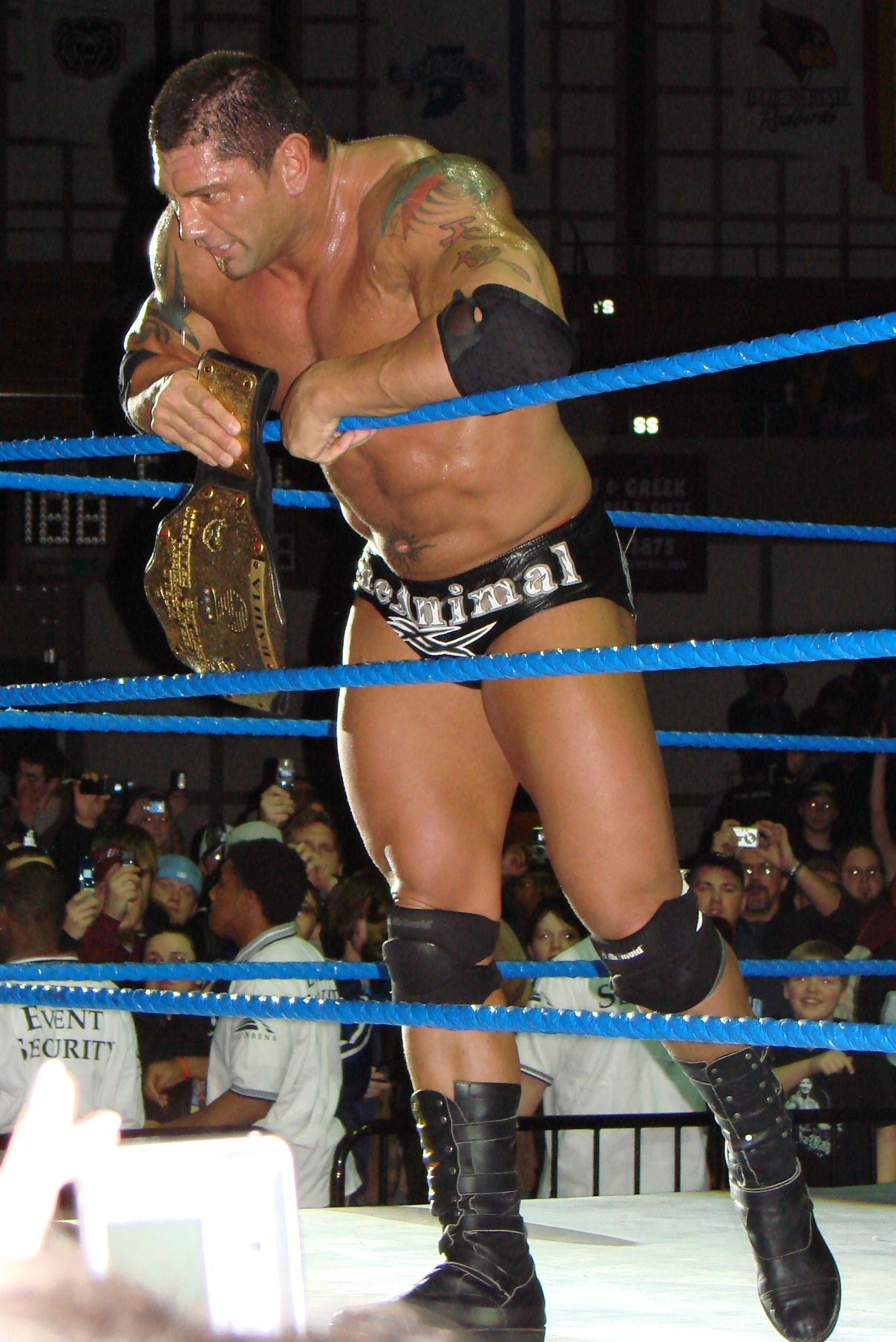
試合終了後に世界ヘビー級王座ベルトを手に取るバティスタ

- WWEタッグ王座 : 1回（w / レイ・ミステリオ）
- 世界タッグ王座 : 3回（w / リック・フレアー×2、ジョン・シナ×1）
- ロイヤルランブル優勝（2005年、2014年）
- WWE殿堂 （2020年）

OVW
- OVWヘビー級王座 : 1回

## 入場曲
- I Walk Alone (Saliva)
- Animal
- Line in the Sand (Motörhead)
- Evolve
- Eyes of Righteousness

## その他
- 最初の妻グレンダとの間に2人の娘、2番目の妻アンジーとの間に1人の息子がいる。
- 現在はフロリダ州在住。
- 2007年秋に、自伝 Batista Unleashed を発売。
- 「天使」の刺青は当時の妻の名 "Angie" にちなんだもの。デザインをしたのは彼女の母である。
- 2005年になって、「バティスタは実は1966年生まれ」という噂が広まったが、これはプロレスニュースサイトの主催者 デイブ・メルツァー（Dave Meltzer）の広めたデマであるとされ、公式サイトの管理人はこれを否定している。
- プライベートで乗るバイクはチャック・パルンボのオーダーメイド。
- 相撲好き。入場時のムーブは相撲の四股にマシンガンのアクションを付けたものである。
- 2009年11月アメリカ公開の映画「Wrong Side of Town」（邦題：奪還）に出演。同じく元WWEレスラー、ロブ・ヴァン・ダムが主演だが日米ともにDVD、ブルーレイのジャケットでは主演のような扱われ方である。
- ランニング・ワイルド　WITH ベア・グリルスにてベア・グリルスとアリゾナ渓谷の冒険を挑んだ。
- 母親はレズビアンであり、デイヴ・バウティスタ自身もLGBTQを支援する発言をたびたびしている[9]。